# 조안 테즐

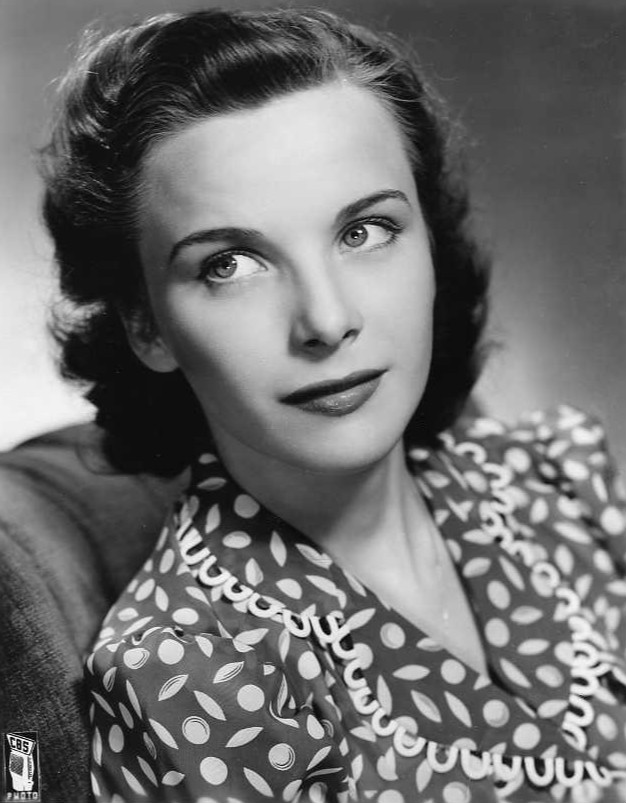

조안 테즐(영어: Joan Tetzel 존 테츨[*], 1921년 6월 21일 ~ 1977년 10월 31일)은 미국의 연극 배우, 텔레비전 배우, 영화배우이다.
뉴욕에서 태어났으며 서식스에서 사망하였다. 사인은 암이다.

## 영화
- 패러딘 부인의 재판 (1947년)
- 백주의 결투 (1946년)